# Kretahooibeestje
Het Kretahooibeestje (Coenonympha thyrsis) is een vlinder uit de onderfamilie Satyrinae van de familie Nymphalidae (aurelia's). De wetenschappelijke naam is voor het eerst geldig gepubliceerd in 1845 door Christian Friedrich Freyer.
De soort komt voor in Europa.